# Бечка револуција
Бечка револуција потресла је Беч 1848. године. Фебруарска револуција 1848. године у Француској заталасала је и феудално-апсолутистичку Аустрију, нарочито престоницу Беч, чије је грађанство тражило политичке, социјалне и привредне реформе. Револуција се одвијала у четири фазе.

## Прва фаза
У Бечу је 13. марта уличним демонстрацијама студената и грађана који су захтевали уставне реформе почела мартовска револуција. Против демонстраната војска је употребила ватрено оружје, пале су прве жртве. Окрутан поступак војске разјарио је целокупно становништво, раднике и буржоазију који су једнодушно устали против омрзнуте владе, напали складиште оружја, поставили барикаде и разорили неке творнице. Двор је, после тродневних борби, морао да попусти захтевима грађанства, смени свемоћном канцелара Клеменса Метерниха, обећа слободу штампе и укидање цензуре, одобри стварање Народне гарде и Академске легије за одржавање реда у граду.

## Друга фаза
Влада, међутим, није испунила дата обећања. Ускраћивање изборног права радницима и противљење председника владе да се Академска легија и Народна гарда искористе за одржавање јавног реда и сигурности изазвало је незадовољство. Грађани су 15. маја продрли у двор и изнудили признање Народне гарде као политичког тела, сазив уставотворне скупштине, опште и једнако право гласа. Дворска камарила склонила је 16. маја попустљивог цара Фердинанда II у Инзбрук. Кад су власти покушале да укину Академску легију и затворе Универзитет, избили су 26. маја нови нереди; радници и Народна гарда похитали су у помоћ студентима које је у аули Универзитета била опколила војска и подигли на улицама барикаде. Влада је била приморана да прихвати народне захтеве, а реакционарни председник владе Франц Пилерсдорф смењен је 7. јула.
Бечка буржоазија, сматрајући да је двор после три узастопна пораза безопасан противник, показала је знаке заморености и апатије. То је двор искористио за противудар. Прва мера било је укидање помоћи незапосленим радницима. То је изазвало демонстрације радника. Буржоаска Народна гарда, упућена да заведе ред, напала је 23. августа ненаоружане раднике и знатан број побила. На овај начин су сломљени јединство и моћ револуционарних снага, класна борба између буржоазије и пролетаријата довела је и у Бечу до крвопролића (Карл Маркс).

## Врхунац револуције
Министар рата Теодор Ла Тур наредио је да се Јелачићева контрареволуционарна акција против бунтовне Мађарске ојача расположивим снагама из Беча. Сматрајући да је рат против Мађарске уједно и рат против принципа уставне владавине, Академска легија, Народна гарда и народ дижу се 6. октобра на устанак. Њима се придружује побуњени немачки батаљон Рихтер. На северној железничкој станици дошло је до оружане борбе између устаника и трупа којима је наређено да побуњени батаљон присиле да напусти град (6. октобар). Устанички одреди грађана, ојачани радницима из фабрика, упали су затим у Министарство рата, убили Ла Тура, посели градске капије, поставили барикаде, заузели складиште оружја и наоружали грађанство. Цар, који се 12. августа вратио у Беч, побегао је 7. октобра у Оломоуц. Устаници су овладали унутрашњим делом града. Бан Јелачић, сазнавши у Унгариш-Алтенбургу за те догађаје кренуо је 8. октобра на Беч с хрватским трупама. Здруживши се 12. октобра са остатком бечког гарнизона под генералом Готфридом Ауерспергом, Јелачић је заузео положај код Швехата према југоисточним предграђима Беча, да би сачекао појачање из Чешке, и према Лајти, ради обезбеђења од Мађара. Рачунајући управо на мађарску помоћ, устаници су се организовали за одбрану. Запосели су бастионе унутрашњег града, а у предграђу бедеме и барикаде. Уз Народну гарду и Академску легију образовали су од радника и Мобилну гарду, у чији су састав ушли побуњени гренадири, неколико добровољачких одреда, пољска и италијанска страначка легија. Имали су 72 топа. За врховног команданта изабран је Вензел Месенхаузер, а за начелника штаба Е. Хаук. Организацију одбране на бедемима преузео је искусни пољски генерал Јожеф Бем који је 15. октобра примио и команду над Мобилном гардом. Угушивање устанка поверено је фелдмаршалу, кнезу Виндишгрецу који је располагао са 3 корпуса - укупно 80.000 војника. Завршивши опкољавање града, ове су трупе у уводним борбама 24-26. октобра стегле обруч и уз жестоке борбе освојиле Бригитенау, Доњи Пратер, Шмелц и Херналс. Нападом 28. октобра на Леополдштат, Ердбергер и Ландштрасе сломљен је огорчен отпор побуњеника на барикадама. До ноћи су снаге Виндишгреца избиле на Дунавски канал и бедеме унутрашњег града. 

## Гушење револуције
Увидевши безизгледност даљег отпора, руководство одбране и управа града је 29. октобра затражила 12-часовно примирје. У међувремену, 28. октобра је мађарска војска прешла Лајту и кренула у помоћ бечким устаницима. Вест о наступању Мађара охрабрила је устанике, па се отпор наставио под командом Фердинанда Фенеберга који је заменио помирљивог Месенхаузера. Јелачић је одбацио Мађаре 30. октобра у бици код Швехата. Ипак су побуњеници, предвођени пролетерима Мобилне гарде, упорно наставили одбрану унутрашњег дела града све до 31. октобра увече, када су царске трупе уз јаку артиљеријску подршку продрле кроз порушену дворску капију и овладале унутрашњим делом града. Тиме је угушена Бечка револуција. Сви одреди устаника су разоружани и распуштени, а вође побуне Месенхаузен и Блум стрељани. Бем, Фенеберг и Хаук успели су да се пробију из града и спасу. 